# هاسكنزية
الهاسكنزية (اسم علمي:†Haskinsiaceae) هي فصيلة منقرضة من النباتات الوعائية المبكرة والمعروفة من الديفوني الأوسط.